# Schloss Mokritz

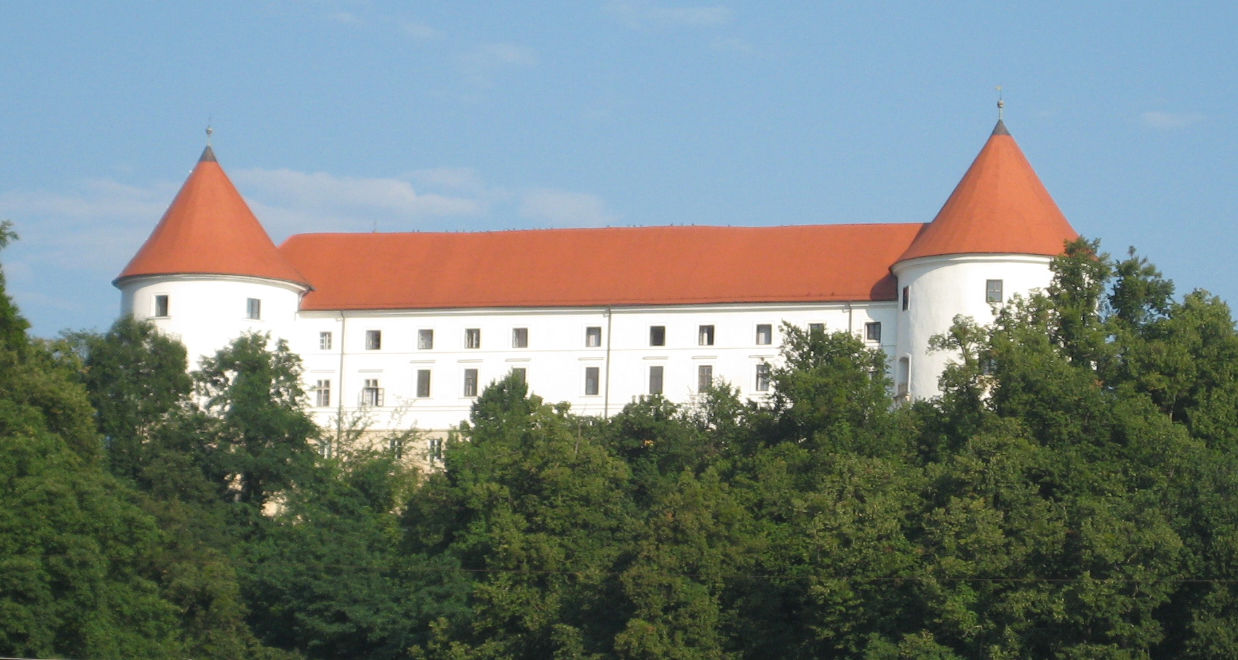
Schloss Mokritz

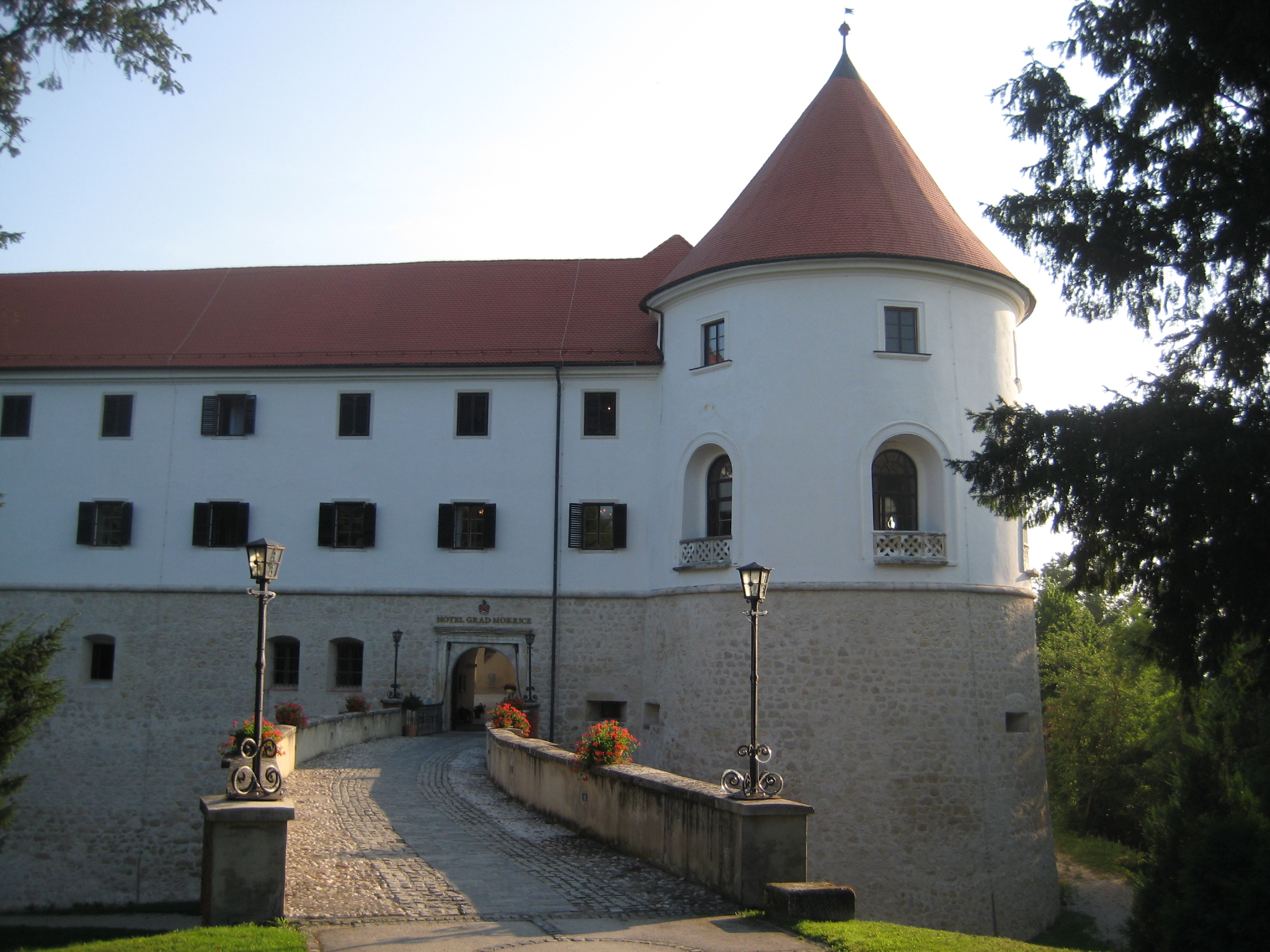
Einfahrt

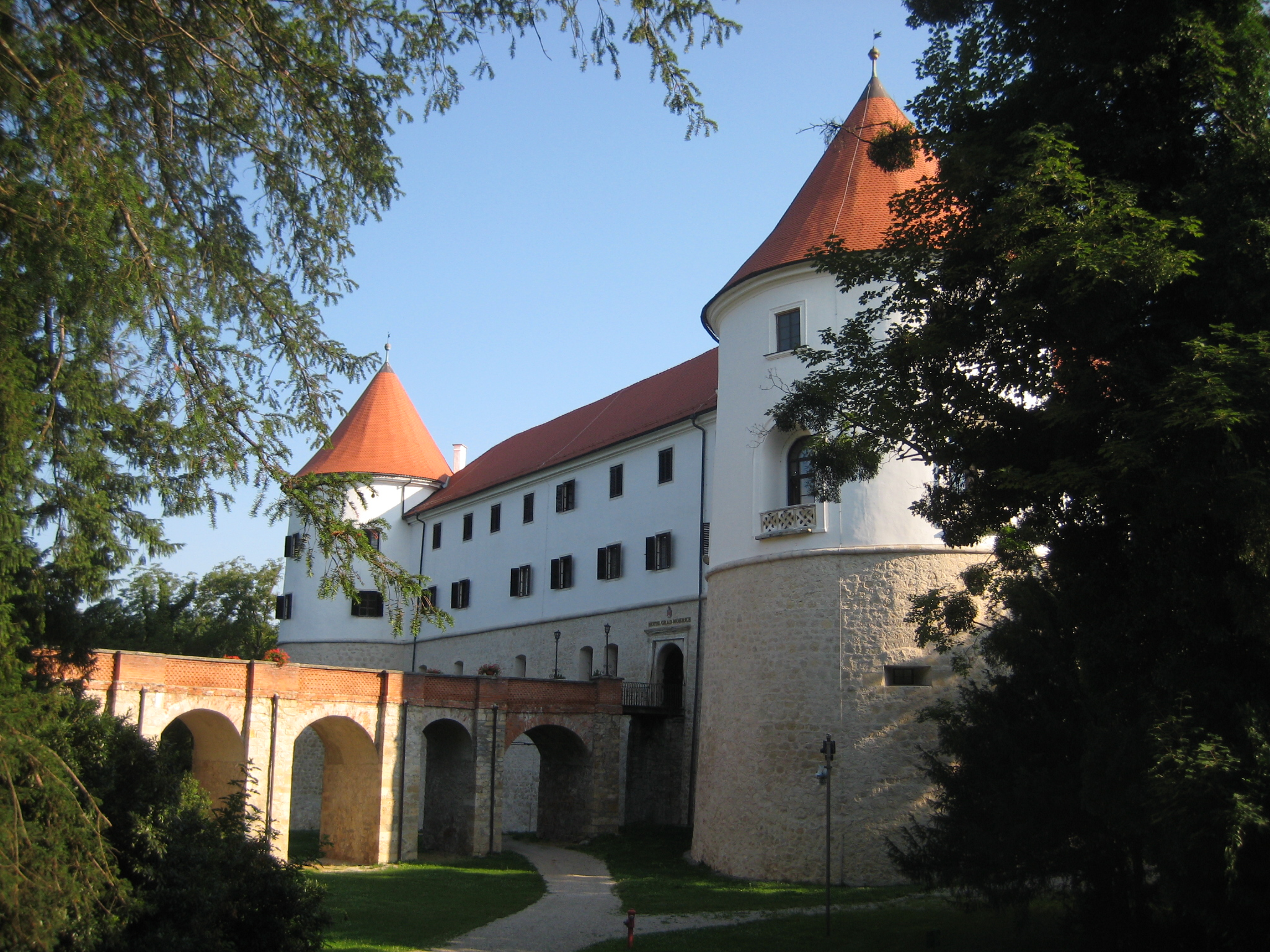
Einfahrt

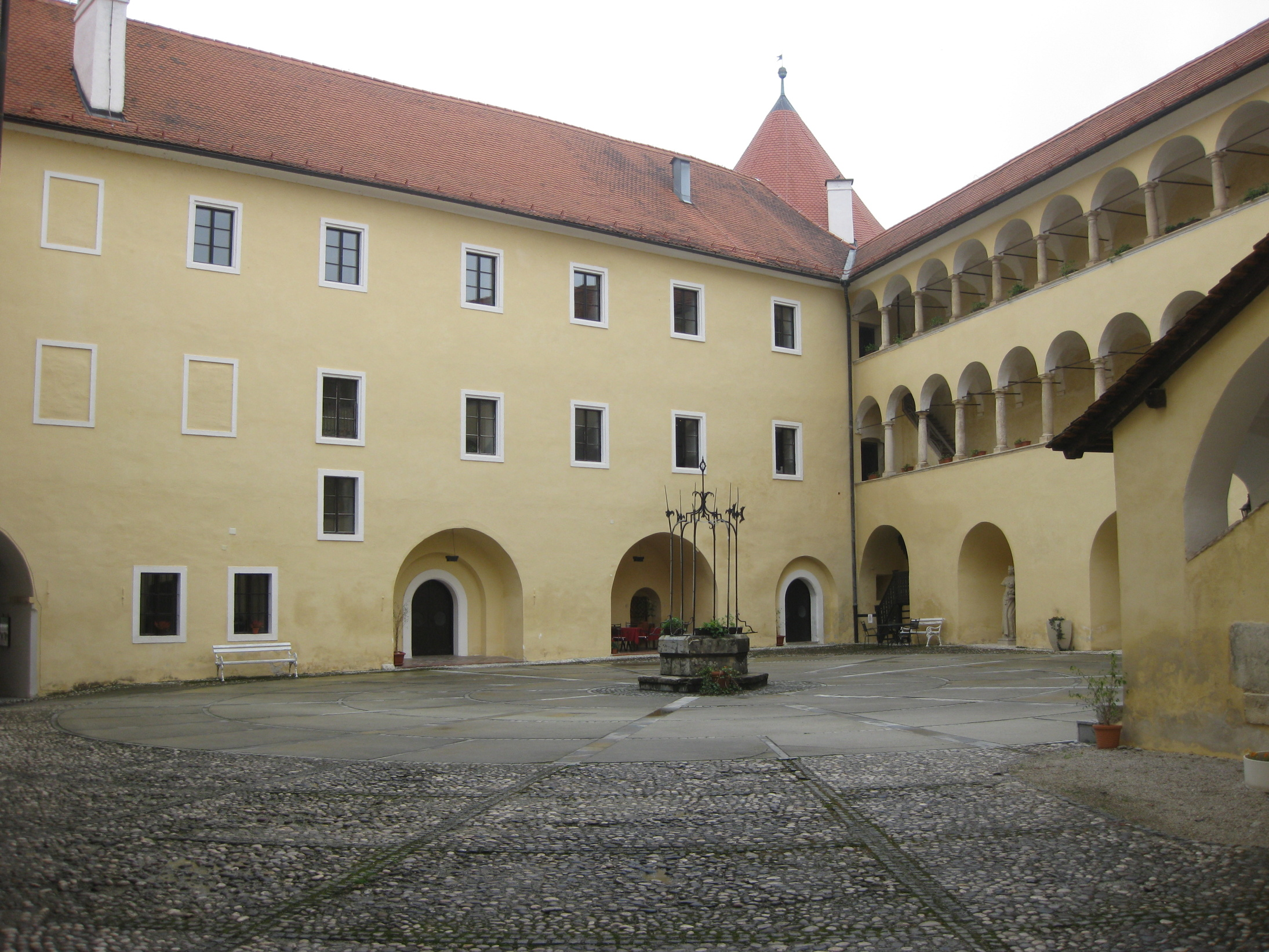
Schlosshof

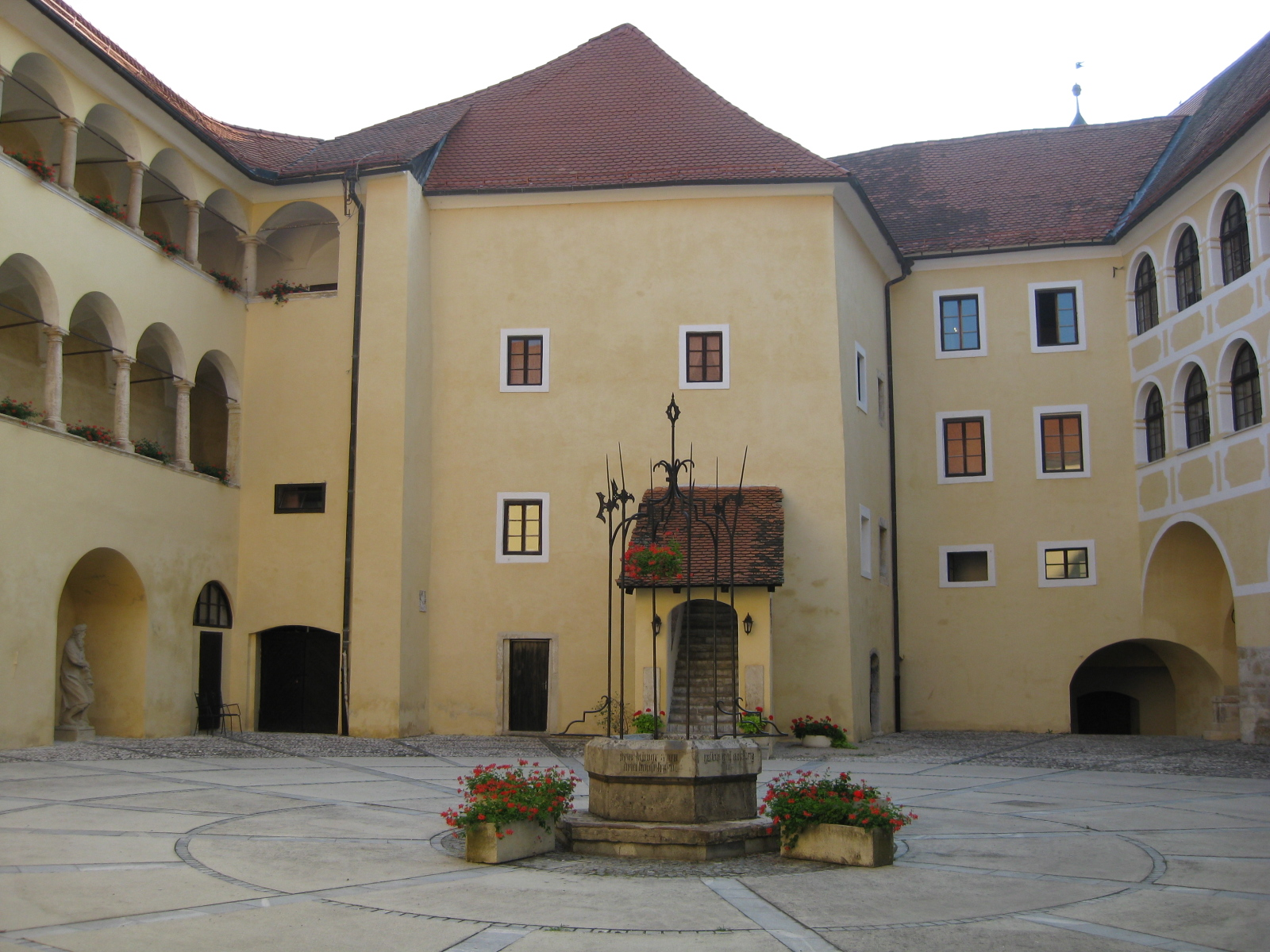
Schlosshof

Schloss Mokritz (Grad Mokrice) steht in Slowenien auf einer Anhöhe am Fuße des Gorjanci-Hügellandes (Žumberak-Gebirge), das hier in das Save-Tal abfällt, im Grenzgebiet zu Kroatien in der Nähe des Ortes Rajec (Teil der Gemeinde Brežice). Die 1444 erstmals urkundlich erwähnte mittelalterliche Burganlage wurde im 16. Jh. umgebaut. Es entstand eine Burg mit vier verschiedenen Flügeln, die einen unregelmäßigen vierseitigen Arkadeninnenhof umschließen. Die Anlage wird von hervorspringenden Rundtürmen beschützt. Im Hof befindet sich ein Steinbrunnen mit einer Krone aus Schmiedeeisen und mit Statuen der vier Jahreszeiten, die aus dem Park an diesen Ort gebracht wurden.
Mokritz war nebenbei ein großer Gutsbetrieb mit eigener Säge und Waldwirtschaft (gut 900 Hektar im Sichelburger Wald), Meierei, Teichwirtschaft und Obst- bzw. Weinbau, dem erst die Reblaus um 1900 ein Ende setzt. Der Mokritzer Sandstein fand Verwendung in vielen Großbauten des kaiserlichen Wiens (Votivkirche, Börse, Rathaus, Kunsthistorisches Museum usw.)

## Geschichte
Soweit heute feststellbar, liegt in Urkunden die erste Nennung von Mokritz als "geslos" im Jahr 1444 sowie als "sicz" im Jahr 1451 vor. 1474 wird von einem "castrum nomine Mokruz" gesprochen.
Als erster Gesamteigentümer (per Kaufvertrag abgeschlossen am 4. August 1560 mit Lucas Zäckl und Franz Tacho) tritt Vizebanus Ambrož Gregorijanec auf. Die Herren von Gregorijanec (Gregorianitsch) starben 1610 aus, und die Herrschaft Mokritz gelangte über verschiedene Erbfolgen in den Familien Moscon, Draschkovich, Erdödy, Gallenberg schließlich 1727 ins Eigentum der Familie von Auersperg.
Weitere Besitzer von Mokritz:
- 1719 Anna Barbara Gräfin Erdödy von Monyorókerék (1693–1727) verheiratet mit Dismas Andreas Christian Graf von Auersperg (1680–1742)
- 1727 Wolfgang Nikolaus Graf von Auersperg (1717–1759)
- 1760 Maria Nikolaus Tolentinus Graf von Auersperg (1753–1828)
- 1812 Michael Franz Sales Nikolaus Graf von Auersperg (1791–1847)
- 1847 Gustav Franz Viktor Nikolaus Graf von Auersperg (1815–1880)
- 1880 Beatrix Aloisia Serafina Maria Gräfin von Auersperg (1848–1919) verheiratet mit Heinrich Moritz Cornelius Freiherr von Gagern (1841–1894), Sohn des Maximilian Josef Ludwig Freiherr von Gagern (1810–1889)
- 1915 Nicolaus Gustav Max Heinrich Freiherr von Gagern (1875–1947)

Die Verbindung Auersperg-Gagern brachte mit sich, dass große Geister des 19. Jahrhunderts wie z. B. Theodor Mommsen und Anastasius Grün (ein Auersperg Vetter des Schlossherrn Gustav Graf von Auersperg) in Mokritz ein uns aus gingen.
Während des Ersten Weltkriegs verkaufte Nicolaus Freiherr von Gagern, Bruder von Hans Moritz Heinrich Freiherr von Gagern (Künstler) und von Friedrich Heinrich Karl Gustav Max Freiherr von Gagern (Schriftsteller), die Hälfte des Nachlasses an Graf Economo aus Trieste; zwischen 1915 und 1922 waren die beiden Familien die Miteigentümer von Mokritz.
In der Folge verkaufte Graf Economo seine Hälfte an Milan Prpič, einen Holzhändler. Der Holzindustrielle Berger aus Agram übernahm das Schloss am 1. August 1923 zur Gänze und verkaufte es 1937 weiter an das Erzbistum Agram, welches das Schloss als Seminar und Sommersitz für Kardinal Stepinac nutzte und vorbildlich erhielt und renovierte.
Im Jahr 1941 wurde die Burg von der deutschen Wehrmacht besetzt. Nach dem Krieg, im Jahr 1945, wurde Mokritz verstaatlicht. Heute wird Mokritz als Schlosshotel und Golfplatz von der Terme Čatež verwaltet.